# المركز التجاري الثانية
المركز التجاري الثانية هو حي يقع في إمارة دبي في الإمارات العربية المتحدة ويبلغ عدد سكانها 3,353 نسمة.